# Śląskie Zakłady Mechaniczno-Optyczne OPTA
Śląskie Zakłady Mechaniczno-Optyczne OPTA  (wariant pisowni: Opta  ) – polskie przedsiębiorstwo produkujące sprzęt optyczny i precyzyjny, z siedzibą w Katowicach , w dzielnicy Wełnowiec , istniejące od 15 września 1948 roku do 12 października 2006 roku , kiedy to zakończono postępowanie upadłościowe .

## Historia

### IWOKA
Zakład, który poprzedzał przedsiębiorstwo OPTA rozpoczął działalność w 1930 roku  pod nazwą IWOKA (wariant pisowni: Iwoka ). Jej założycielem był Austriak, dyplomowany optyk Johann Wyk  . Prowadził on także sklep ze swoimi okularami przy ul. św. Jana w Katowicach .
IWOKA produkowała okulary, szkła powiększające, części do mikroskopów itp.  Część produkcji była przeznaczana na eksport .
W 1936 przedsiębiorstwo zdobyło złoty medal na Wystawie Higieny w Warszawie . Projektantem siedziby przedsiębiorstwa przy obecnej ul. Iłłakowiczówny był polski architekt Karol Schayer .
Po II wojnie światowej zakład objęto zarządem państwowym jako „IWOKA” Optyczno-Mechaniczne Zakłady (1946).

### OPTA

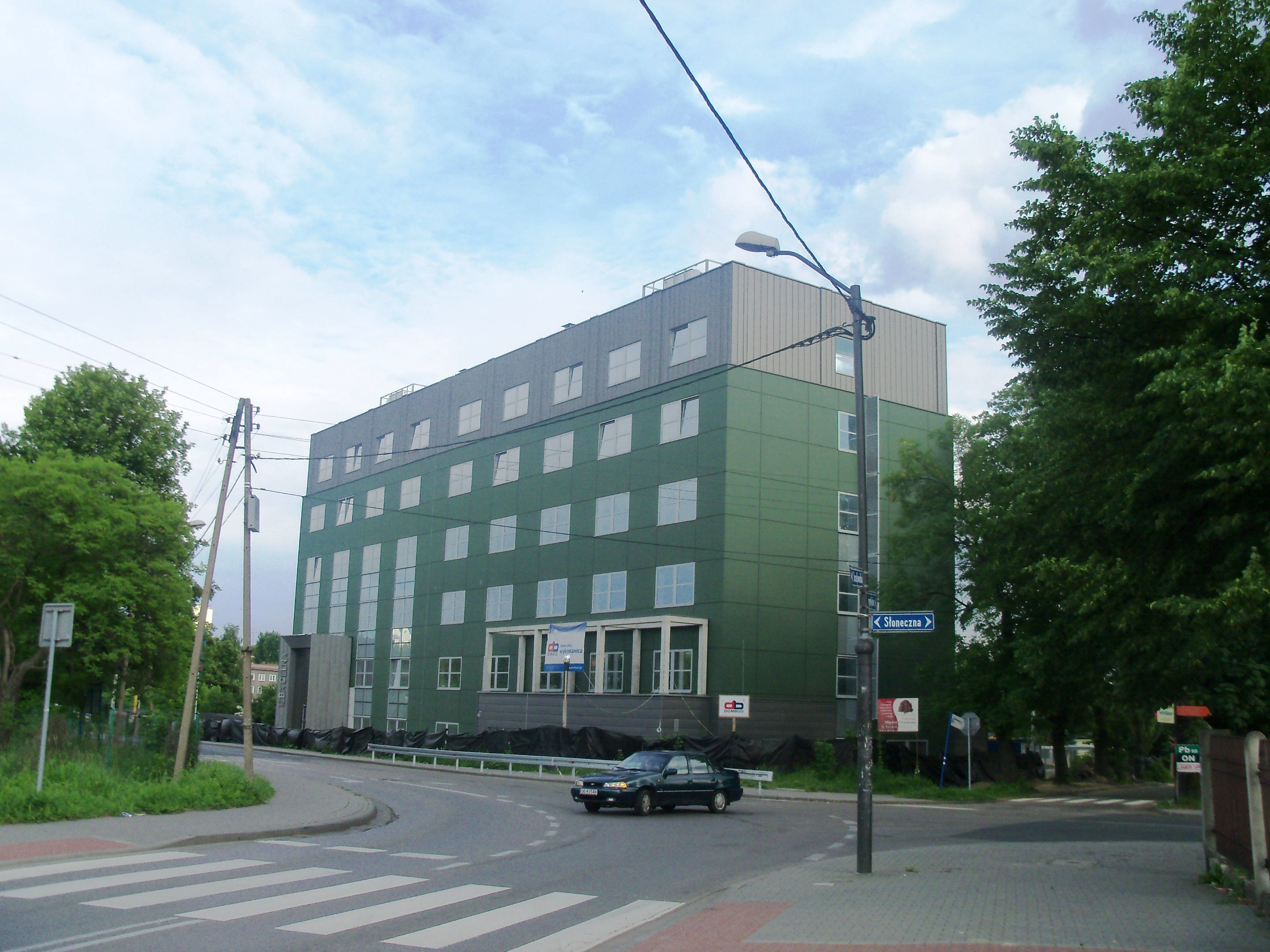
Budynek Izby Celnej w Katowicach, dawna nieruchomość OPTY, fot. 2011

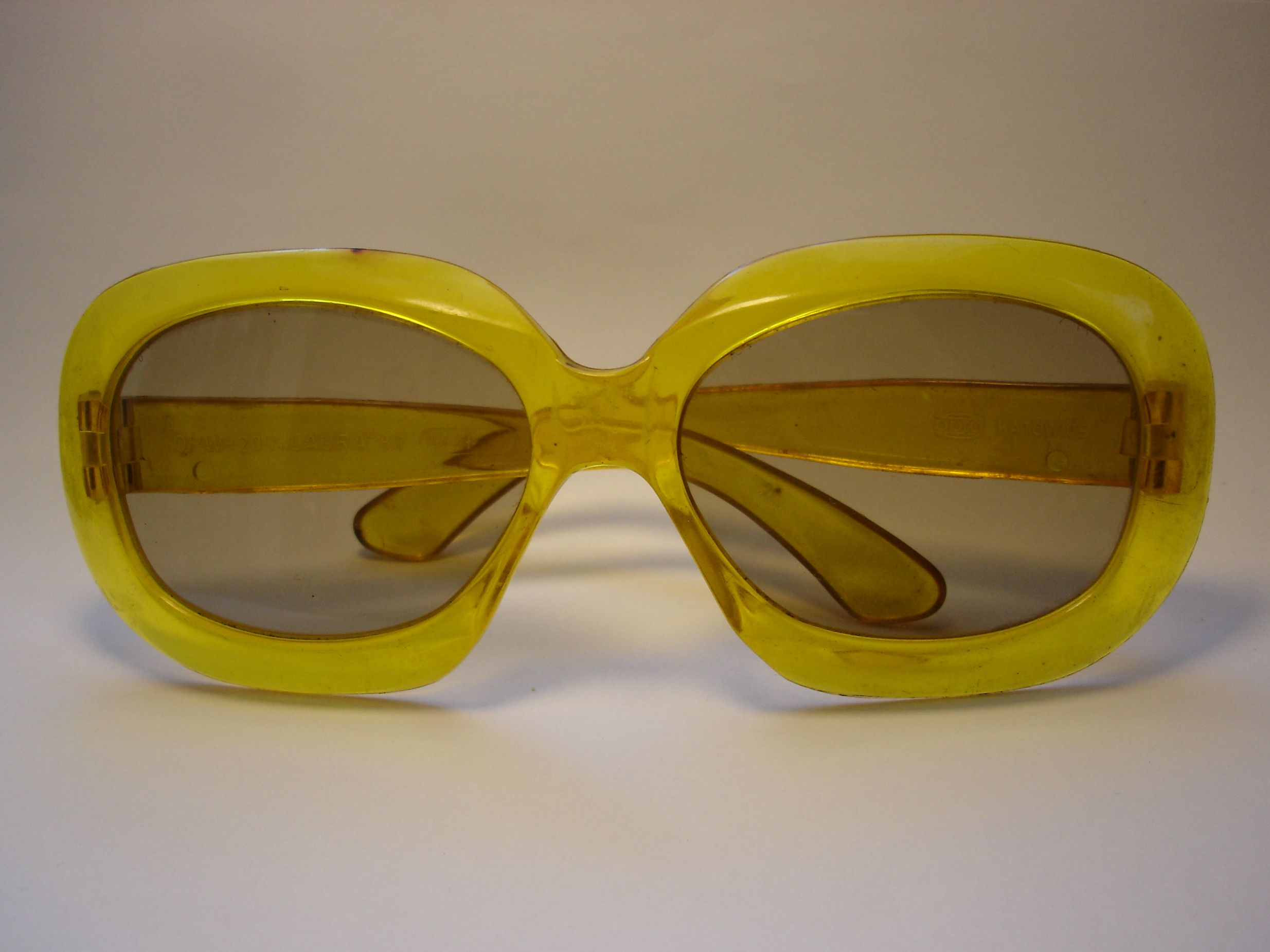
Okulary przeciwsłoneczne OPW-200 Laura 80 marki OPTA, przed 1990

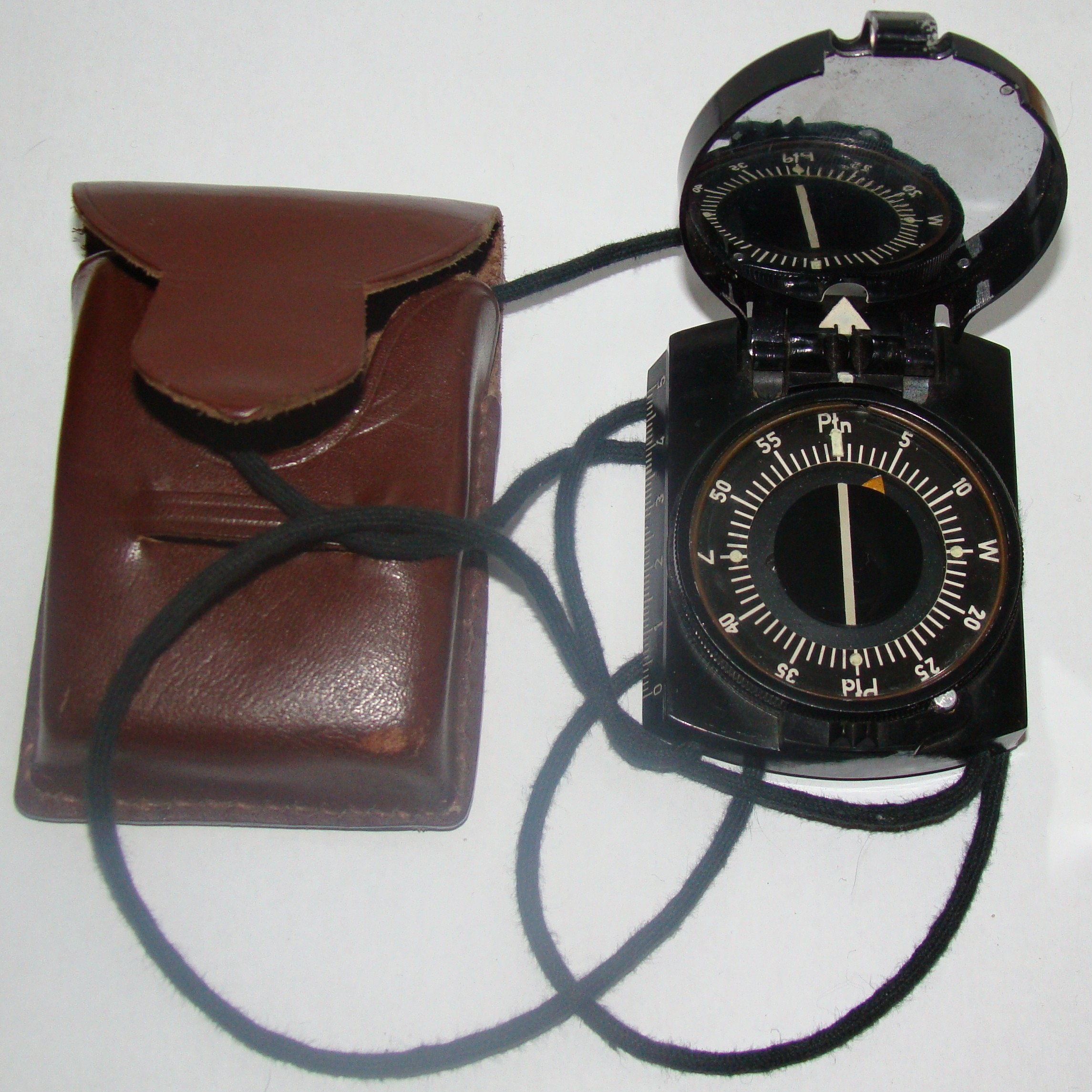
Busola AK marki OPTA z futerałem, około 1974

15 września 1948 zarządzeniem ministra przemysłu i handlu powołano państwowe przedsiębiorstwo o nazwie Śląskie Zakłady Mechaniczno-Optyczne, podlegające nadzorowi Zjednoczenia Przemysłu Precyzyjnego i Optycznego w Warszawie. Jako przedmiot działalności zakładów ustalono produkcję „okularów, szkła okularowego i innych urządzeń precyzyjno-optycznych” . Później zmieniono nazwę na Śląskie Zakłady Mechaniczno-Optyczne OPTA . Na przełomie lat 1948–1949 spłonęła główna hala produkcyjna, odbudowano ją na wiosnę 1952 roku jako pięciokondygnacyjny budynek o powierzchni 50 × 25 metrów . OPTA dysponowała łącznie dwoma zakładami w Wełnowcu .
W 1960 zakłady opatentowały urządzenie do szlifowania i polerowania szkieł okularowych (patent nr 44977) .
W 1968 produkcja wyniosła :
- 3,3 mln sztuk szkieł okularowych
- 1,4 mln opraw okularowych
- 580 tys. okularów ochronnych (0,58 mln sztuk),
- 600 tys. okularów przeciwsłonecznych

Produkowano również sprzęt oftalmiczny dla optyków i gabinetów okulistycznych . 14,1% produkcji w tym czasie było przeznaczane na eksport .
W 1977 zakłady zamontowały holenderski sprzęt do produkcji soczewek kontaktowych i rozpoczęły ich produkcję jako pierwsze przedsiębiorstwo w Polsce .
W 1986 zakłady opatentowały „sposób i układ oporowego wykonywania węzłów lutowniczych, zwłaszcza w produkcji okularowych opraw metalowych” .
Około 1989 zatrudnienie wynosiło 747 osób .
W 1991 OPTA i Essilor International utworzyły spółkę joint venture o nazwie Essilor Polonia. W 1993 roku Essilor International wykupił wszystkie udziały w spółce Essilor Polonia, tym samym przejmując ją w całości .
Zakłady zostały postawione w stan upadłości w 1999; 12 października 2006 zakończono postępowanie upadłościowe .
Tradycje OPTY kontynuowała firma Opta-Save s.c., zajmująca się głównie produkcją okularów ochronnych, której siedziba mieściła się również przy ul. Słonecznej 4 .
Po zakładach pozostał niedokończony budynek przy ulicy Słonecznej 34 w Katowicach. W 2011 wykonano jego adaptację na siedzibę Izby Celnej w Katowicach .